# Manuel Juan Carrillo Marco
Manuel Juan Carrillo Marco (Cieza, 28 de junio de 1915-Cieza, 5 de diciembre de 1988) fue un escultor español del siglo XX, hijo del también escultor Manuel Carrillo García y de Mercedes Marco Montejano. Es hasta la fecha el máximo exponente del arte religioso en su Cieza natal, habiendo realizado numerosas imágenes, grupos escultóricos y tronos para los desfiles de Semana Santa de Cieza.

## Biografía
Hijo de Manuel Carrillo García y Mercedes Marco Montejano, nace en Cieza en 1915 donde su padre estaba trabajando en la realización del retablo de la Basílica de la Asunción. Cuando Manuel Juan tenía cinco años se trasladaron a Madrid para regresar de nuevo en 1923. A partir de esa fecha residen definitivamente en Cieza. En 1929, tras abandonar los estudios, comienza a ayudar a su padre en el taller y dos años más tarde realiza su primera obra. Un alto relieve para una hornacina en el casco histórico de Cieza.
En 1936, la Guerra Civil supuso un paréntesis en su formación. Aunque aprovechó su tiempo en el frente para realizar diversos retratos a sus compañeros e incluso a sus superiores, gracias a esto fue destinado en la sección de cartografía, realizando mapas, dibujos y planos. Durante este periodo fue ingresado en el hospital de Valladolid, donde tuvo contacto con José Cilleruelo Zamora, médico y escultor. Comenzó a formar parte de su taller y colaboró con él en varias de sus obras. Durante el tiempo que paso en Valladolid tuvo la oportunidad de beber en las fuentes de la escultura castellana, muchas de cuyas obras se encuentran reunidas en el Museo Nacional de Escultura de la ciudad. Causa posiblemente de que su estilo, a pesar de ser murciano, se aleje tanto de los patrones de Francisco Salzillo.
Acabada la guerra, y el Servicio Militar, regresa a Cieza 1941 donde su padre delega en la dirección del taller. Desde entonces, hasta los años 50, el volumen de trabajo fue enorme. Decenas de restauraciones y obras nuevas coparon en taller de Carrillo, y no solo para su Cieza natal, sino también para las localidades de Murcia, Albacete o Alicante. En 1942 realizó el que sería su primer paso para la Semana Santa de Cieza, ‘La Samaritana’. Y entre 1943 y 1944 realizó el que sería el primero de sus grandes grupos escultóricos ‘Jesús Resucitado’, también para Cieza, y donde incluye un autorretrato del propio artista en la cara de un asombrado soldado romano.
La gran cantidad de trabajo solicitado, obliga a la ampliación del taller, donde ya contaba con la ayuda de su padre, y de su hermana Mercedes, se les une José Fernández Blay, natural de Mula, el cual comenzó a trabajar con él durante la realización del Santuario del Niño Jesús de Balate de Mula, obra que comprendió entre los años 1947 y 1958.
En 1950 realiza una de sus obras más emblemáticas, ‘La Entrada de Jesús en Jerusalén’. La Cofradía de la Oración del Huerto y el Santo Sepulcro de Cieza le encarga el paso para desfilar en la mañana de Domingo de Ramos. Esta misma cofradía le encargaría al año siguiente, en 1951, el paso de ‘El Santo Sepulcro’.
El 7 de febrero de 1951 contrajo matrimonio con Encarnación Ortega Ibáñez, a la cual conoció mientras trabajaba en la realización del retablo mayor de la parroquial de Santo Domingo de Guzmán de Mula. En 1952 volvería a ser de nuevo la Cofradía de la Oración del Huerto y el Santo Sepulcro de Cieza la que ampliaría su currículo con el encargo de un Ángel Triunfante para la procesión de Domingo de Resurrección.
En 1953, sería ahora otra cofradía de Cieza, la de Jesús Nazareno, la que le encargaría una nueva obra. La cofradía le encarga un trono para la imagen 'Santa María Salomé', obra de Octavio Vicent en 1953, y que desfilará a partir del año 1955, obra que sin lugar a dudas, se convirtió, y en la actualidad lo sigue siendo, la joya de la Semana Santa de Cieza en cuanto a tronos se refiere, consiguiendo reinventar el tradicional trono de salón, al cual le arrebató el jarrón central, y sosteniéndose la pena principal  en el aire gracias a las cuatro ménsulas que desde las esquinas del trono se enredan entre sí para elevar la imagen de la santa hasta el cielo.
En 1963 finaliza el grupo escultórico representativo de su oba, ‘El Santo Sepulcro’, con la realización de un nuevo Cristo Yacente de gran belleza y un pequeño ángel a los pies, en actitud sobrecogida, retrato de su segunda hija, Flugencia.
En 1964 realiza para la recién fundada Cofradía del Descendimiento de Cristo y Beso de Judas de Cieza, el paso de ‘El Beso de Judas’ el cual sería sustituido en 1968 por una réplica de ‘El Prendimiento’ de Francisco Salzillo realizada por José Lozano Roca. Aunque su Beso de Judas volvería nuevamente a desfilar en el año 2000 en la mañana de Viernes Santo, tras ser restaurado por su hija Carmen.
A partir de entonces, fueron años complicados para el taller, la demanda de trabajo disminuye, y Carrillo tiene que ayudarse con la realización de grabados de joyas, modelos para medallas y pequeñas restauraciones. A lo que sí dedicó mucho tiempo, fue a su otra gran pasión, la música. De joven había formado parte de la Banda Municipal de Cieza como clarinetista. De este modo junto a dos de sus amigos, Félix Santos y Juan Pérez, forman la ‘Agrupación Musical Santa Cecilia’, a cuyos miembros formaban entre los tres. Por las tardes el taller, cambiaba de funciones, y se convertía en una escuela de música o sala de ensayos. Esta agrupación llegó incluso a desfilar en la Semana Santa de Cieza.
Para los miembros de esta banda, Carrillo realizó innumerables adaptaciones, procurando siempre estimular a sus músicos, llegando incluso a sí mismo a componer sus propias marchas de procesión y pasodobles. Uno de sus mayores logros en el mundo de la música fue transcribir de memoria las marchas de San Juan, que el maestro Antonio León Piñera compusiera a finales del siglo XIX, dado que sus partituras habían desaparecido.
Durante estos años, llega al taller su último discípulo, Bonifacio Pérez de Yébenes Ballesteros, el cual en la actualidad continua con la profesión como tallista y restaurador, plasmando en cada una de sus  obras el estilo que aprendió de su maestro. En 1979, y tras sufrir un infarto, dejó oficialmente de trabajar, dejando el taller en manos de su hija Carmen. Él mientras se dedicó a la pintura, la música y el dibujo. A pesar de todo eso colaboró con su hija Carmen en sus primeras obras, ayudándola con sus consejos y secretos profesionales.
Después de ver, con orgullo, desfilar el primer grupo escultórico realizado por su hija Carmen para la Semana Santa de Cieza ‘La Unción en Betania’, Manuel Juan aquejado de una grave enfermedad, falleció el día 5 de diciembre de 1988, siendo su sepelio una gran manifestación de respeto y dolor, acompañada de la música que interpretaba la agrupación que él había dirigido.

## Obra

### Procesional

#### Imaginería
- San Bartolomé (1940), Hermandad de San Bartolomé de Cieza.
- Jesús del Prendimiento (1940), Cofradía California de Cartagena. Sustituido por una imagen de Mariano Benlliure en 1942.
- Sayones (1940), Cofradía California de Cartagena. Las cabezas fueron sustituidas por unas de Mariano Benlliure en 1945.
- La Samaritana (1942), Cofradía de la Samaritana de Cieza.[3]
- San Juan (1942), Cofradía del Santísimo Cristo del Perdón ‘Paso Morado’ de Lorca.
- Santa María Magdalena (1942), Cofradía del Santísimo Cristo del Perdón ‘Paso Morado’ de Lorca.
- Cristo Yacente (1943), Parroquia de Nuestra Señora de la Asunción de Cieza.
- Jesús Resucitado (1943-44), Cofradía de Jesús Resucitado de Cieza.
- Nuestro Padre Jesús Nazareno (1944), Cofradía de Nuestro Padre Jesús Nazareno de Archena.[4]
- Santísima Virgen de los Dolores (1945), Parroquia de la Santísima Virgen del Rosario de Barinas.
- Santísima Virgen de la Soledad (1945), Parroquia de San Bartolomé de Ulea.
- Santa Verónica (1945), Parroquia de Santo Domingo de Mula.
- Nuestra Señora del Rosario (1946), Parroquia de Nuestra Señora del Rosario de La Unión.[5]
- Cristo Crucificado (1947), Cofradía del Santísimo Cristo del Perdón ‘Paso Morado’ de Lorca.[6]
- Señor de La Samaritana (1948), Cofradía de la Samaritana de Cieza.
- Nuestra Señora de los Dolores (1949), Parroquia de San Ildefonso de Albatana (Albacete).
- Entrada de Jesús en Jerusalén (1950), Cofradía de la Oración del Huerto y Santo Sepulcro de Cieza.
- El Santo Sepulcro (1951-63), Cofradía de la Oración del Huerto y Santo Sepulcro de Cieza.
- El Ángel de la Cruz Triunfante (1952), Cofradía de la Oración del Huerto y Santo Sepulcro de Cieza.
- Cristo Yacente (1954), Villanueva del Río Segura.
- Nuestro Padre Jesús Nazareno (1955), Cofradía de Nuestro Padre Jesús Nazareno y la Soledad de San Vicente del Raspeig.
- La Oración del Huerto (1957), Hermandad de La Oración del Huerto y Ntra. Sra. De la Caridad de Totana.[7]
- Señor de la Columna (1957), Cofradía del Santísimo Cristo del Perdón de Archena.
- El Beso de Judas (1964), Cofradía del Descendimiento de Cristo y Beso de Judas de Cieza.
- Cristo del Socorro (1964), Cofradía del Santísimo Cristo del Perdón ‘Paso Morado’ de Lorca.
- Santa Verónica, Cofradía del Santísimo Cristo del Perdón ‘Paso Morado’ de Lorca.
- San Ildefonso y Nuestra Señora de la Paz, Parroquia de San Ildefonso de Albatana (Albacete).
- Nuestro Padre Jesús Nazareno, Parroquia de San Ildefonso de Albatana (Albacete).

#### Tronos
- Trono de La Samaritana o Los Discípulos de Emaús (1942), Cofradía de la Samaritana de Cieza.
- Trono de Jesús Resucitado (1943), Cofradía de Jesús Resucitado de Cieza.
- Trono de El Santo Sepulcro (1951), Cofradía de la Oración del Huerto y Santo Sepulcro de Cieza.
- Trono de San Bartolomé (1954), Hermandad de San Bartolomé de Cieza.
- Trono de Santa María Salomé (1956), Cofradía de Jesús Nazareno de Cieza.
- Trono de Virgen de la Caridad (1969-70), Hermandad de La Oración del Huerto y Ntra. Sra. De la Caridad de Totana.
- Trono de Entrada de Jesús en Jerusalén (1988), Cofradía de la Oración del Huerto y Santo Sepulcro de Cieza.

### Otras

#### Imaginería
- Inmaculada Concepción (1941), Iglesia de la Asunción de Molina del Segura.
- Virgen del Carmen (1941), Convento de San Joaquín y San Pascual de Cieza.
- Niño Jesús (1944), Iglesia de San Juan Bautista de Archena.
- Sagrada Familia (1945), Iglesia de San Juan Bautista de Archena.
- San Antón (1953), Santuario de la Virgen del Oro de Abarán.
- Jesús de Medinaceli (1954), Parroquia de Nuestra Señora de los Dolores de Cartagena.
- San Juan Bautista (1956), Iglesia de San Juan Bautista de Archena.
- Virgen de la Luz (1969), Capilla de Ascoy (Cieza).
- Santísimo Cristo del Consuelo, capilla del Cementerio Santísimo Cristo del Consuelo de Cieza.

#### Ornamentación
- Retablo de la Santísima Virgen de los Dolores (1941), Convento de Clarisas de Cieza.
- Pulpito (1942), Basílica de Nuestra Señora de la Asunción de Cieza. Obra conjunta con su padre, Manuel Carrillo García.
- Bóveda del Presbítero (1943), Parroquia de Santo Domingo de Mula.
- Altar del Presbítero (1947), Parroquia de San Miguel de Mula.
- Santuario del Niño Jesús de Balate (1947-58), de Mula.
- Retablo de la capilla de la Madre del Divino Pastor (1952), Colegio Madre del Divino Pastor de Cieza.
- Retablo de la Santísima Virgen de los Dolores (1952), Parroquia de San Miguel de Mula.
- Retablo de Nuestra Señora del Perpetuo Socorro (1955), Parroquia de Santo Domingo de Mula.
- Retablo de San José y San Antonio (1958), Parroquia de San Miguel de Mula.
- Lámparas Decorativas del Altar Mayor (1958), Parroquia de San Miguel de Mula.
- Retablo de San José (1981), Convento de Clarisas de Cieza.

## Galería

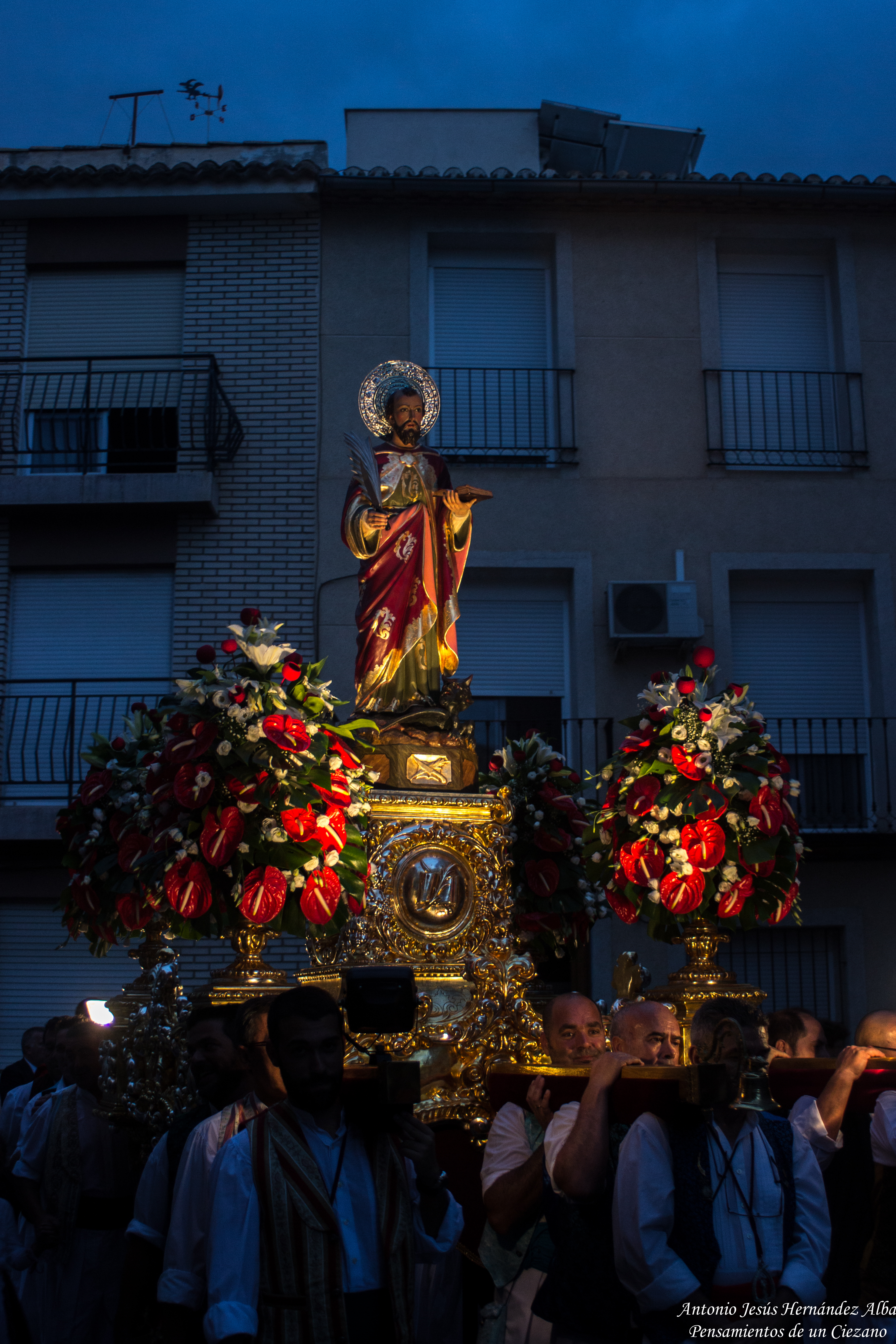
Imagen y Trono de San Bartolomé (1940-54), Hermandad de San Bartolomé de Cieza.
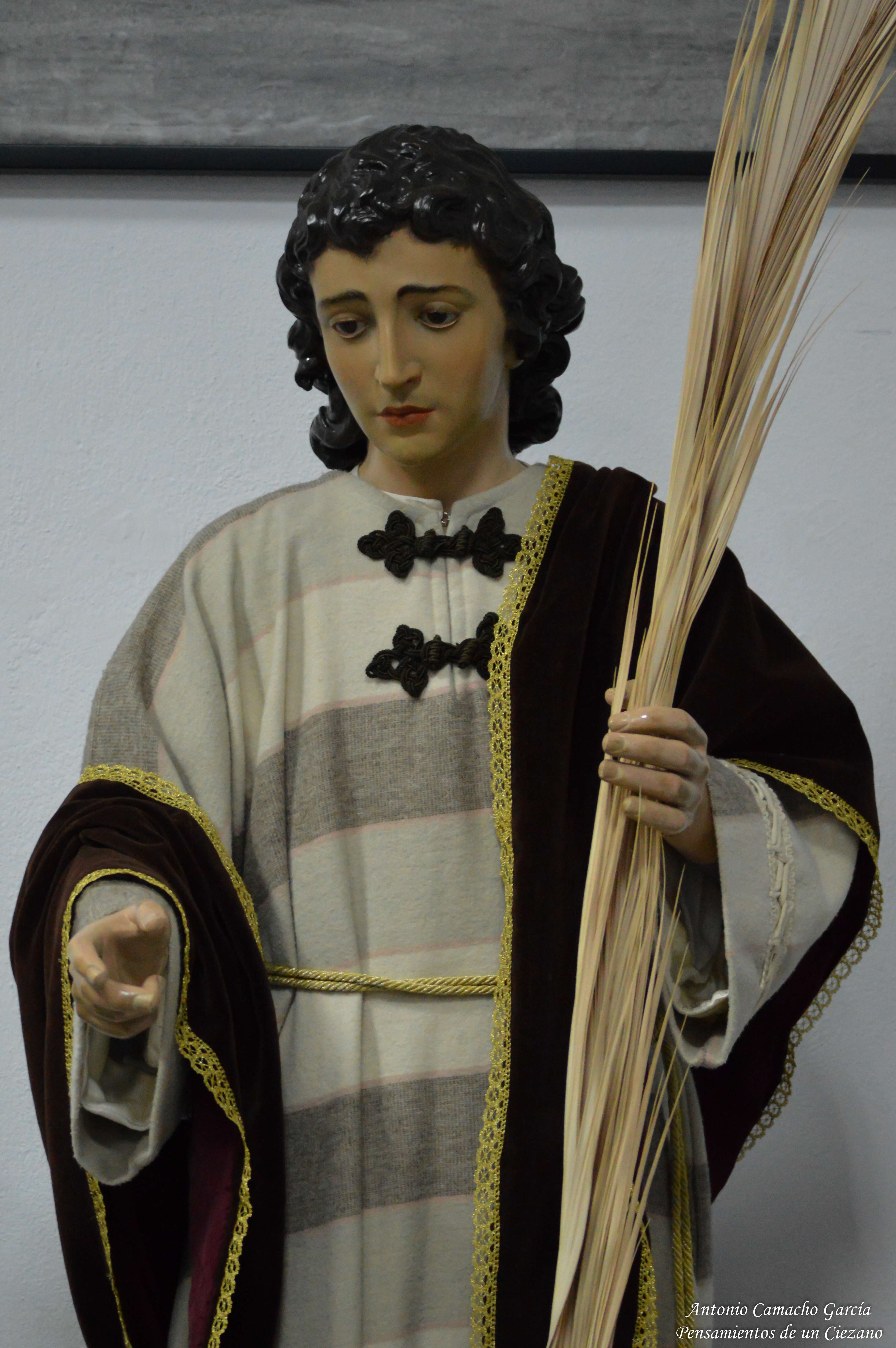
San Juan (1942), Cofradía del Santísimo Cristo del Perdón ‘Paso Morado’ de Lorca.
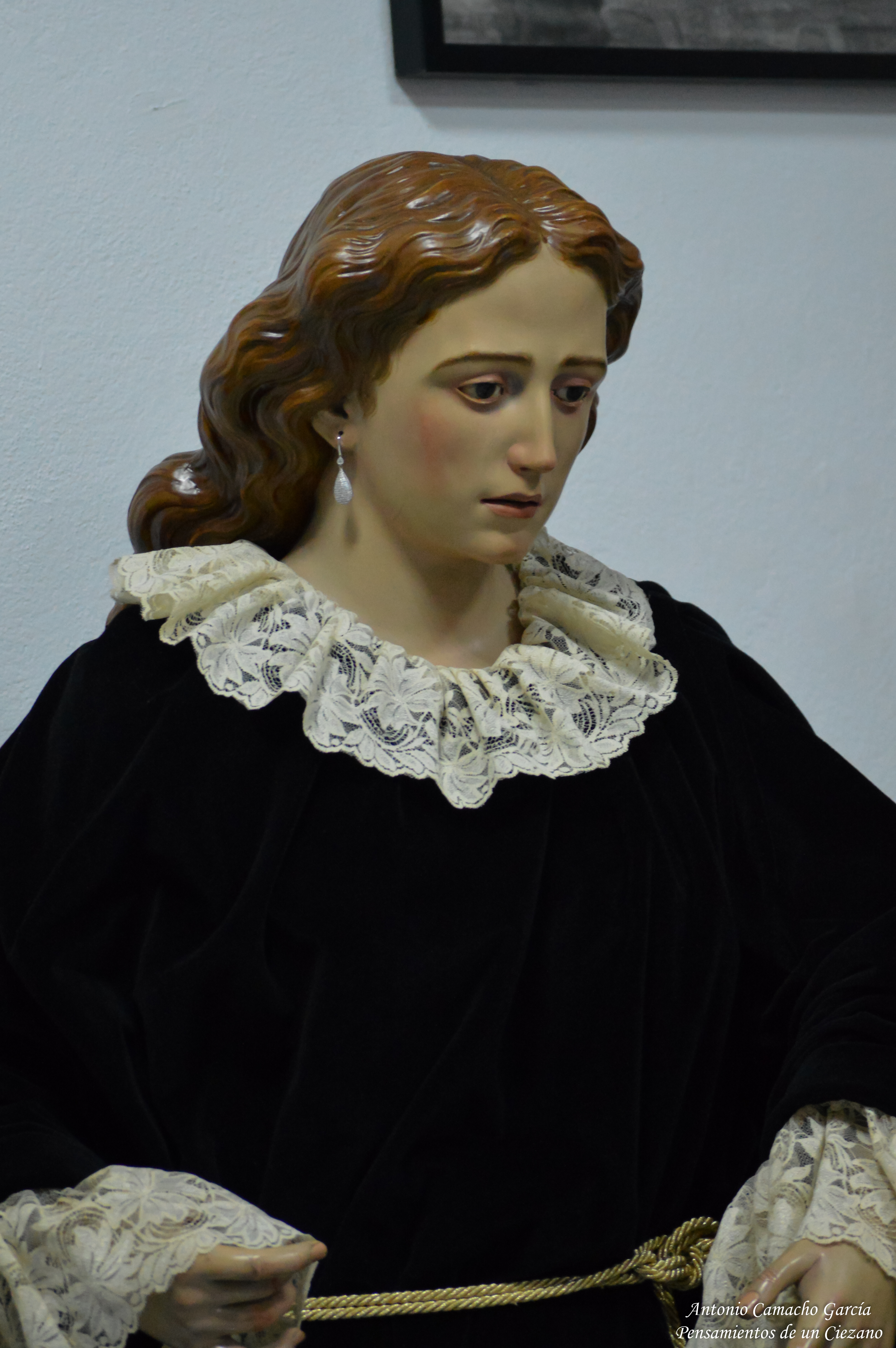
Santa María Magdalena (1942), Cofradía del Santísimo Cristo del Perdón ‘Paso Morado’ de Lorca.
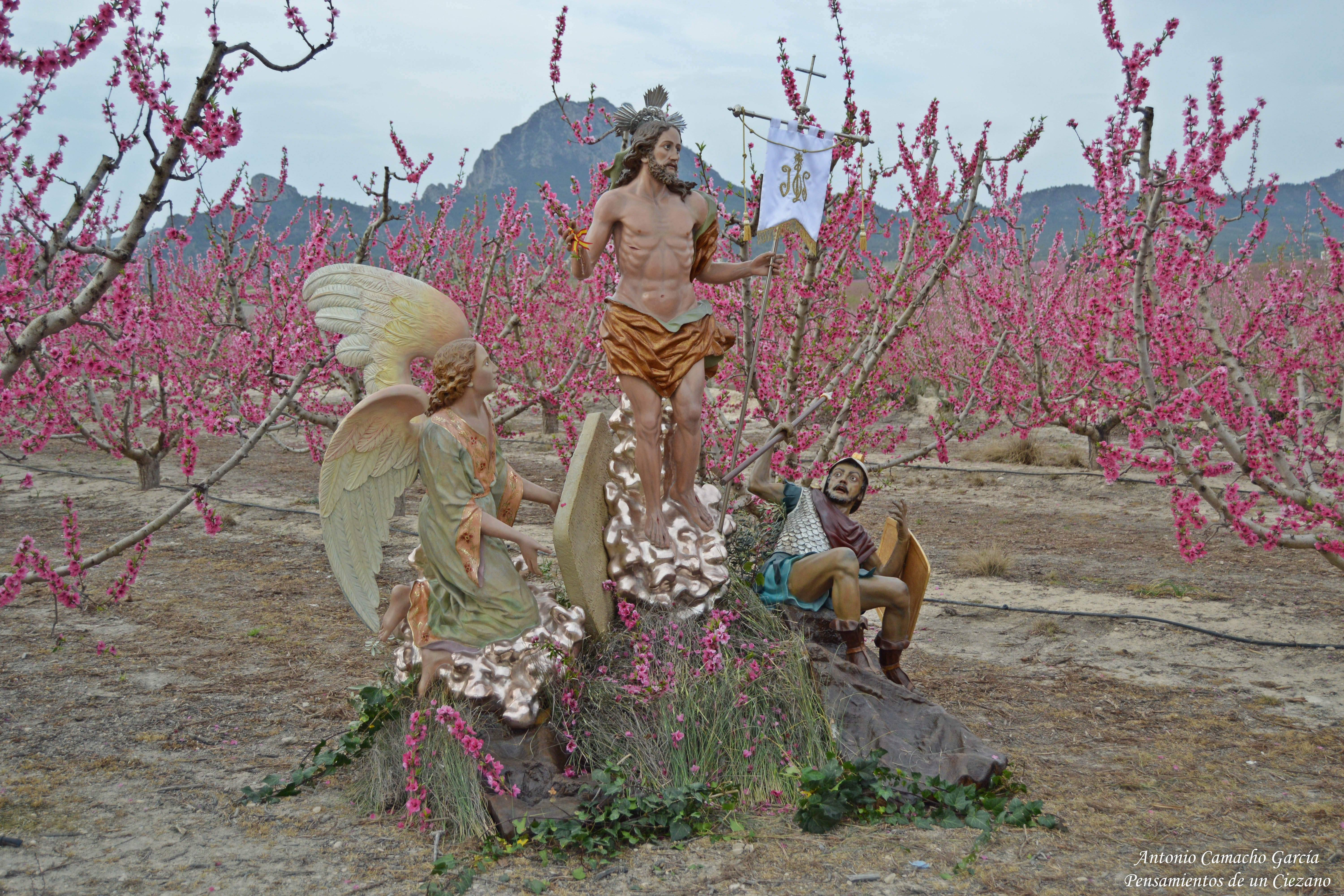
Jesús Resucitado (1943-44), Cofradía de Jesús Resucitado de Cieza.
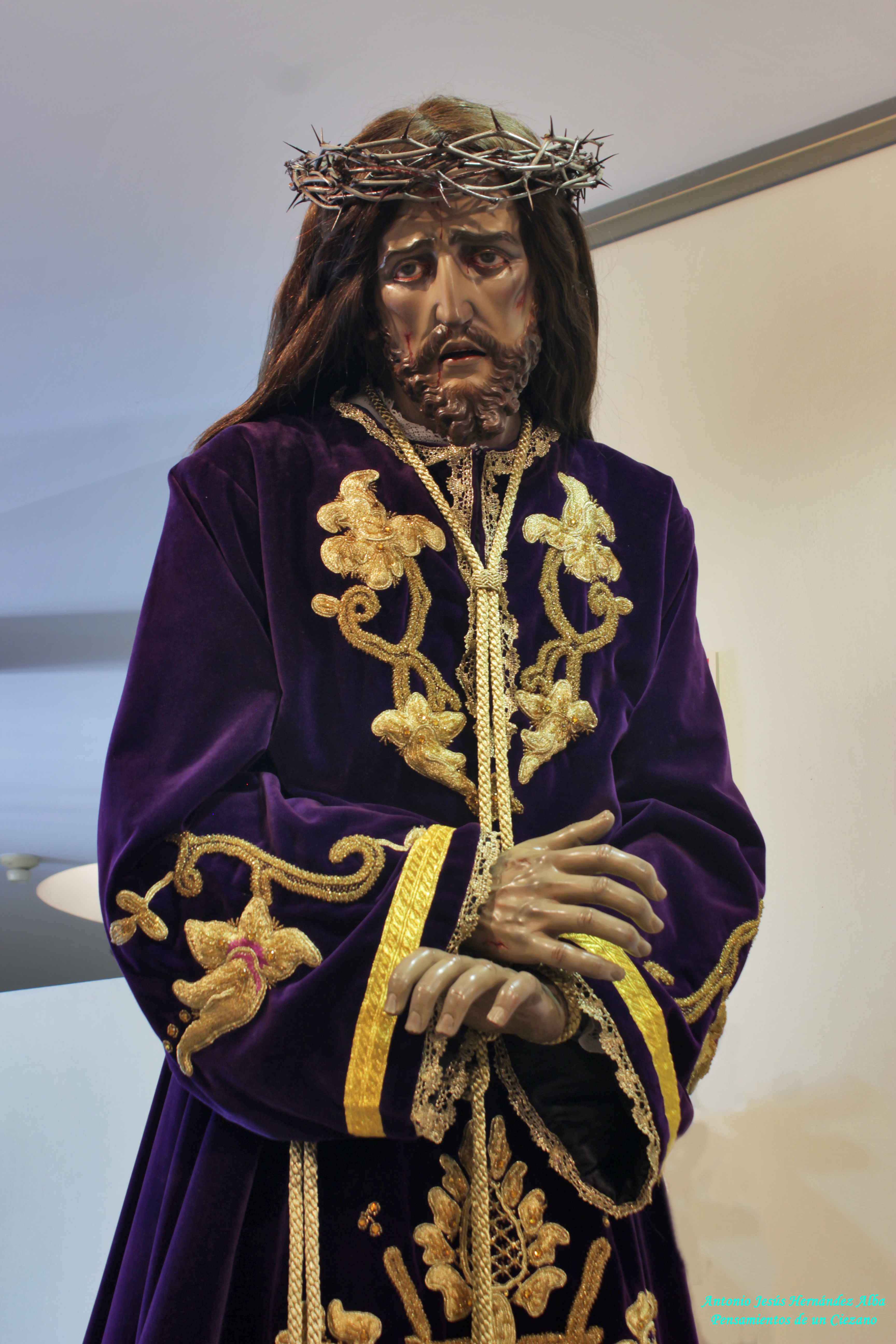
Nuestro Padre Jesús Nazareno (1945), Cofradía de Nuestro Padre Jesús Nazareno de Archena.
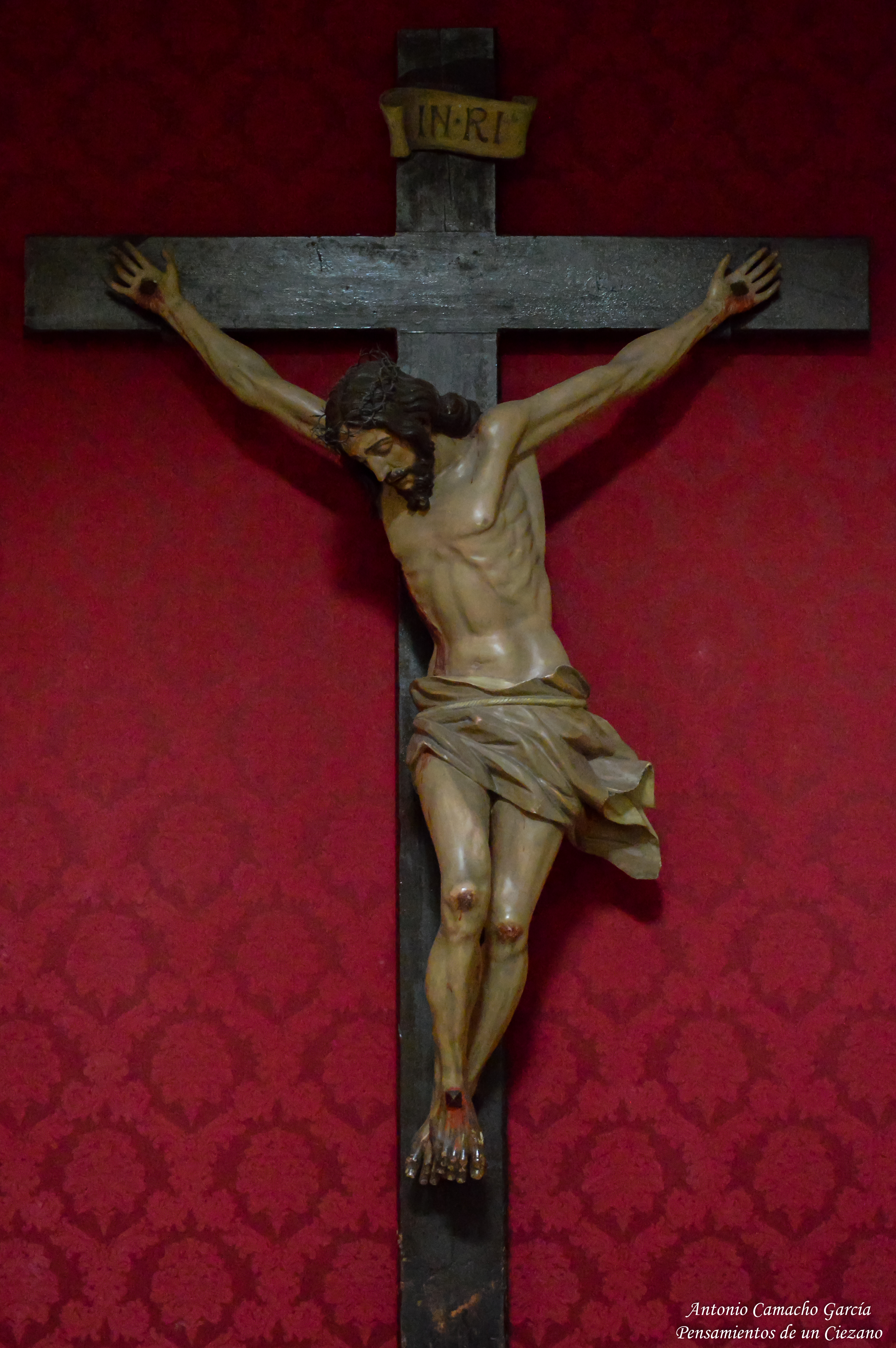
Cristo Crucificado (1947), Cofradía del Santísimo Cristo del Perdón ‘Paso Morado’ de Lorca.
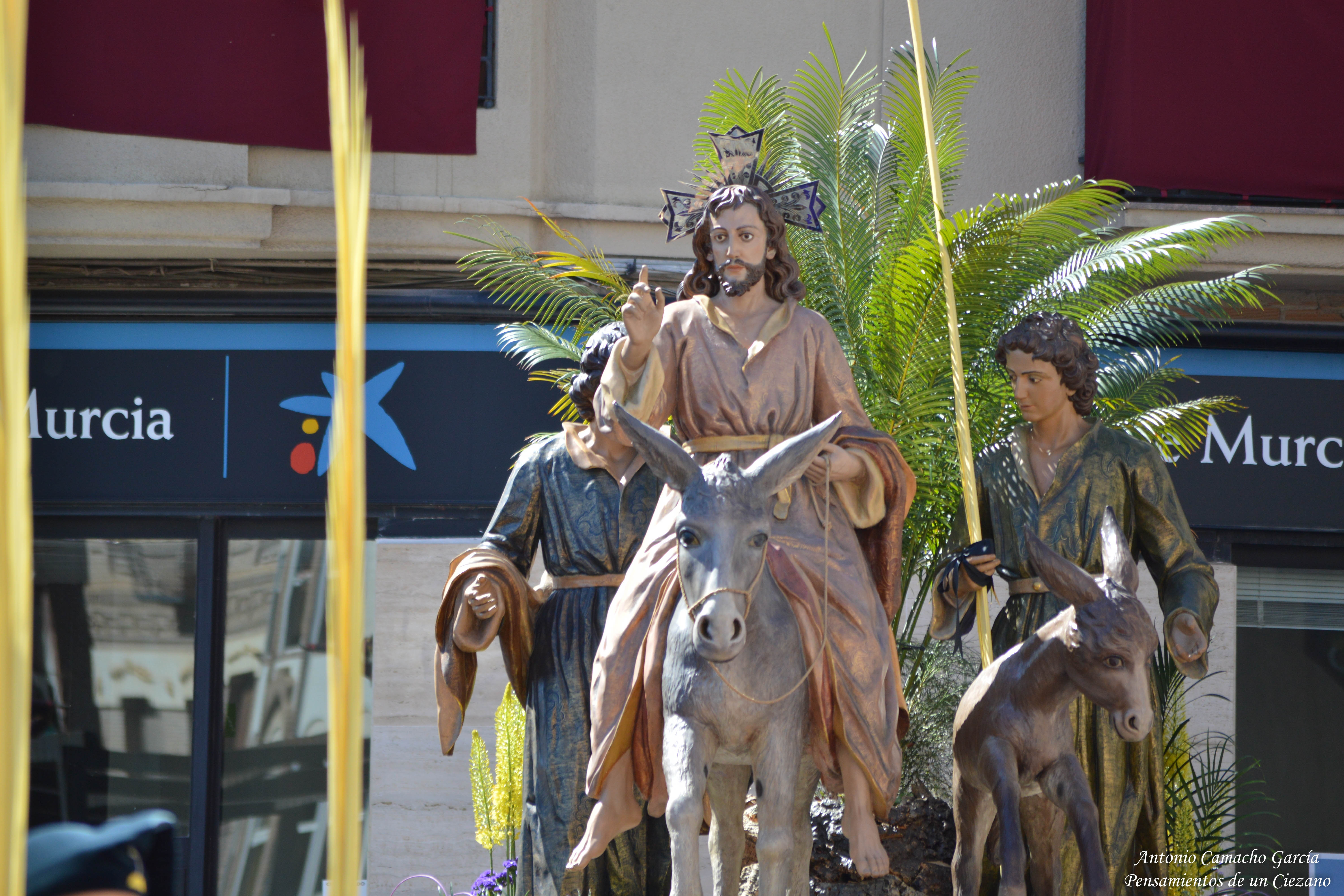
Entrada de Jesús en Jerusalén (1950), Cofradía de la Oración del Huerto y Santo Sepulcro de Cieza.
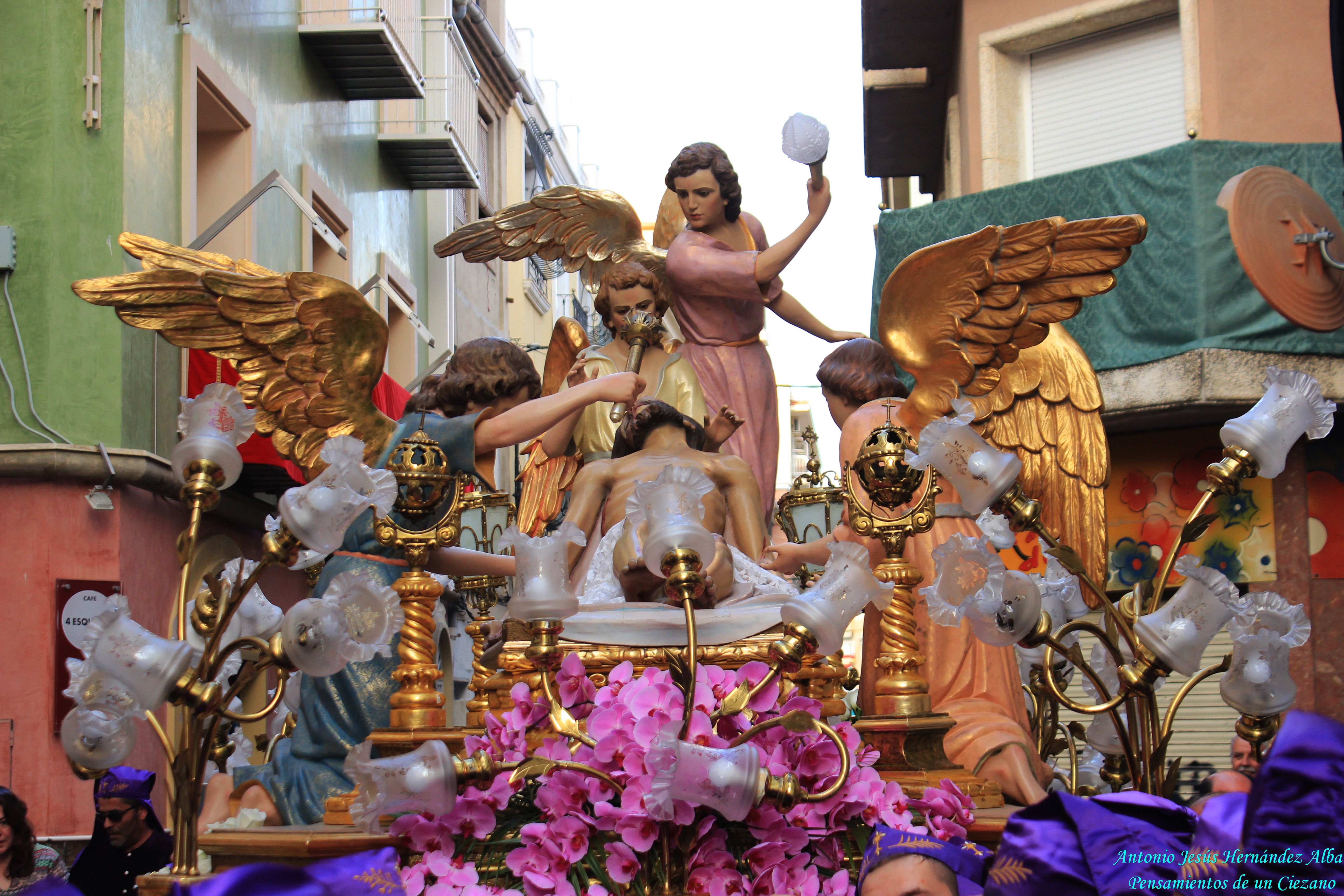
El Santo Sepulcro (1951-63), Cofradía de la Oración del Huerto y Santo Sepulcro de Cieza.
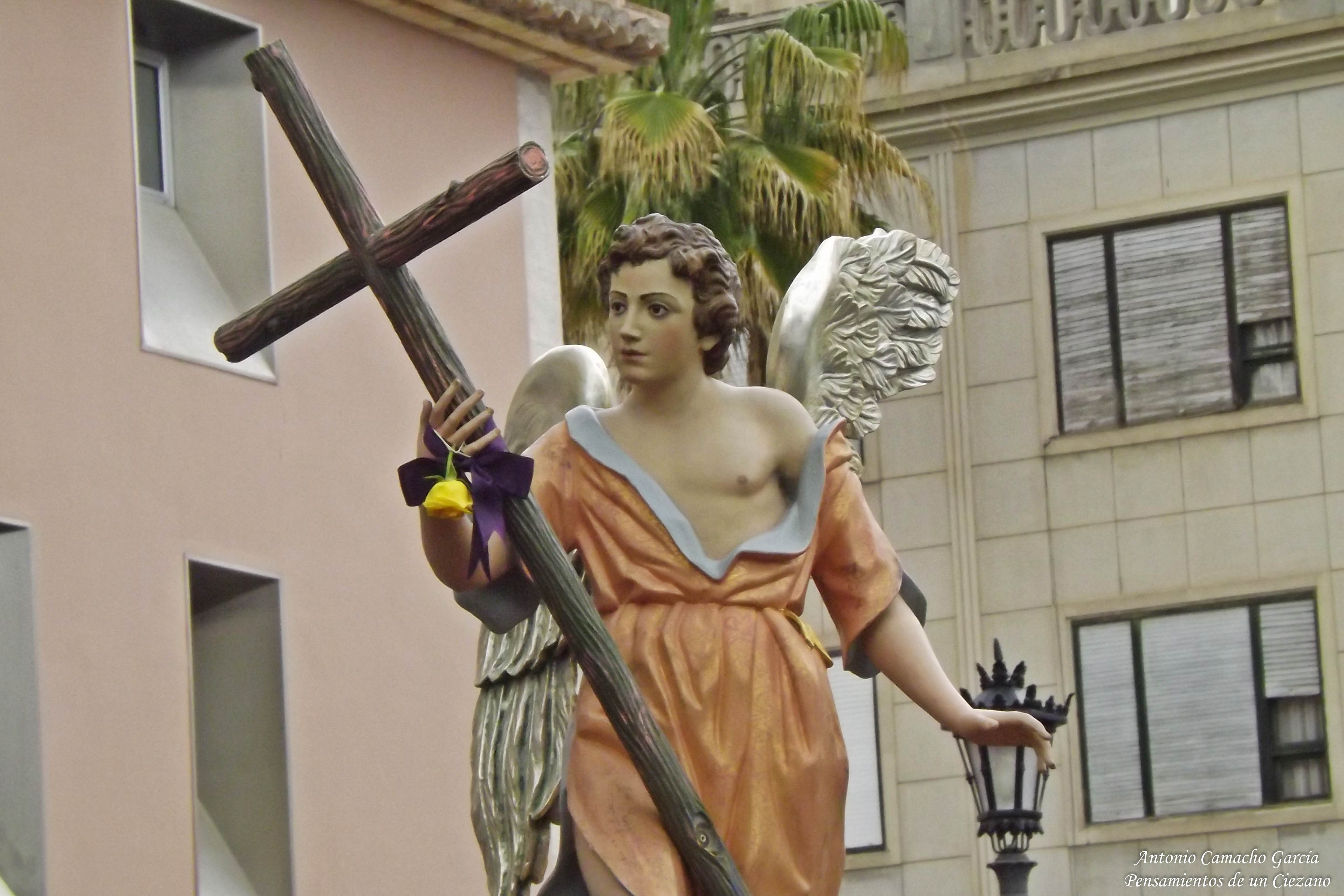
El Ángel de la Cruz Triunfante (1952), Cofradía de la Oración del Huerto y Santo Sepulcro de Cieza.
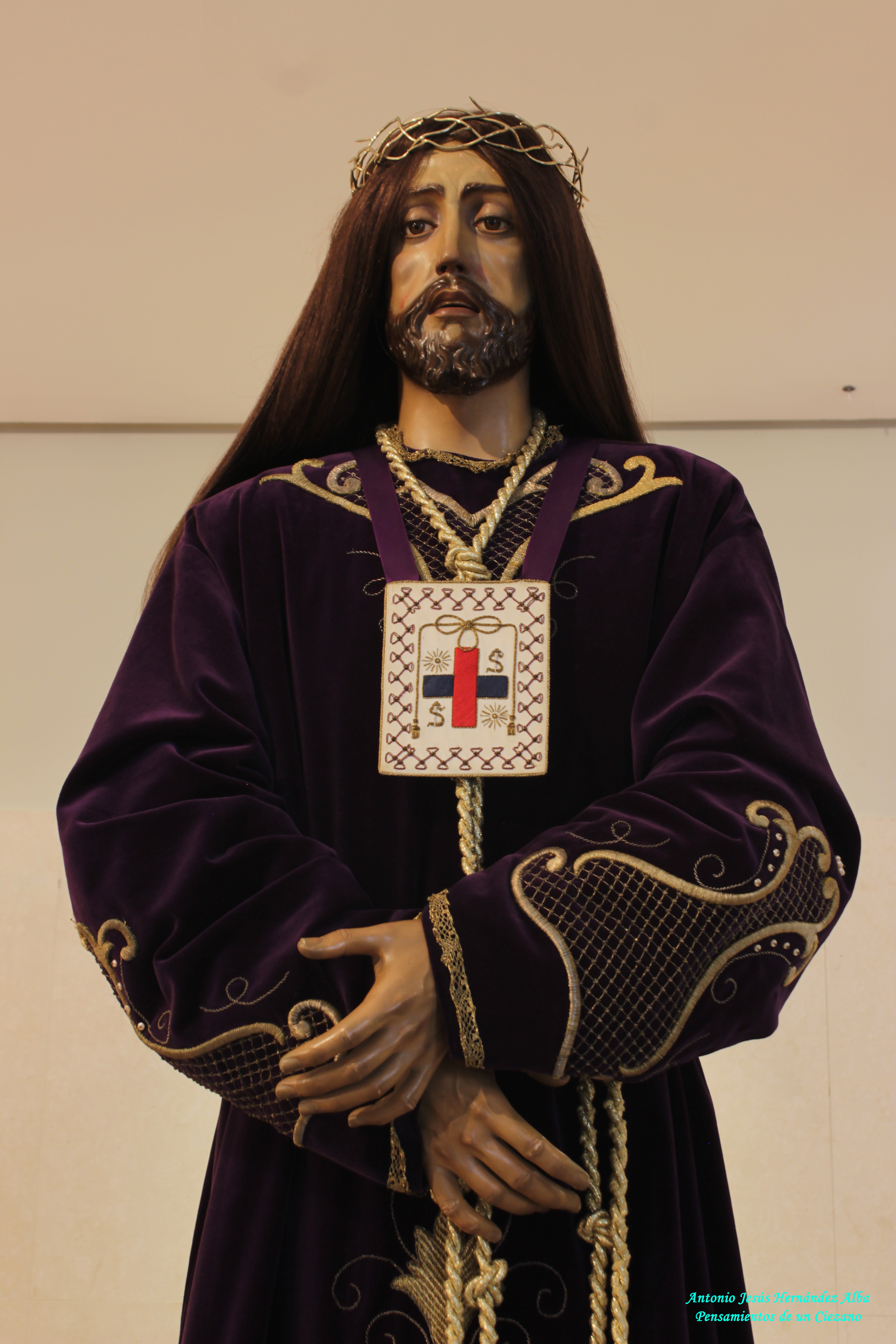
Jesús de Medinaceli (1954), Parroquia de Nuestra Señora de los Dolores de Cartagena.
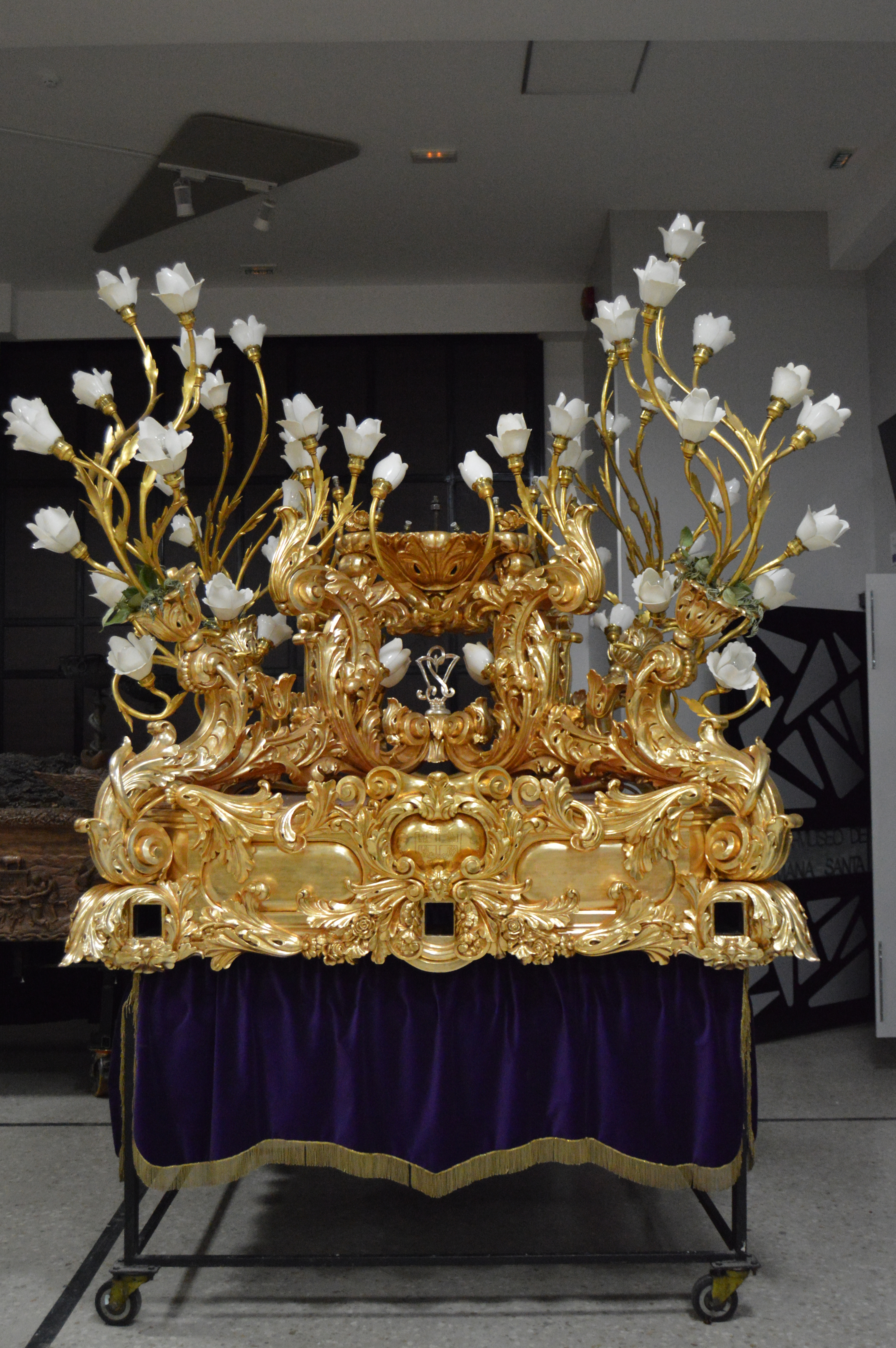
Trono de Santa María Salomé (1956), Cofradía de Jesús Nazareno de Cieza.
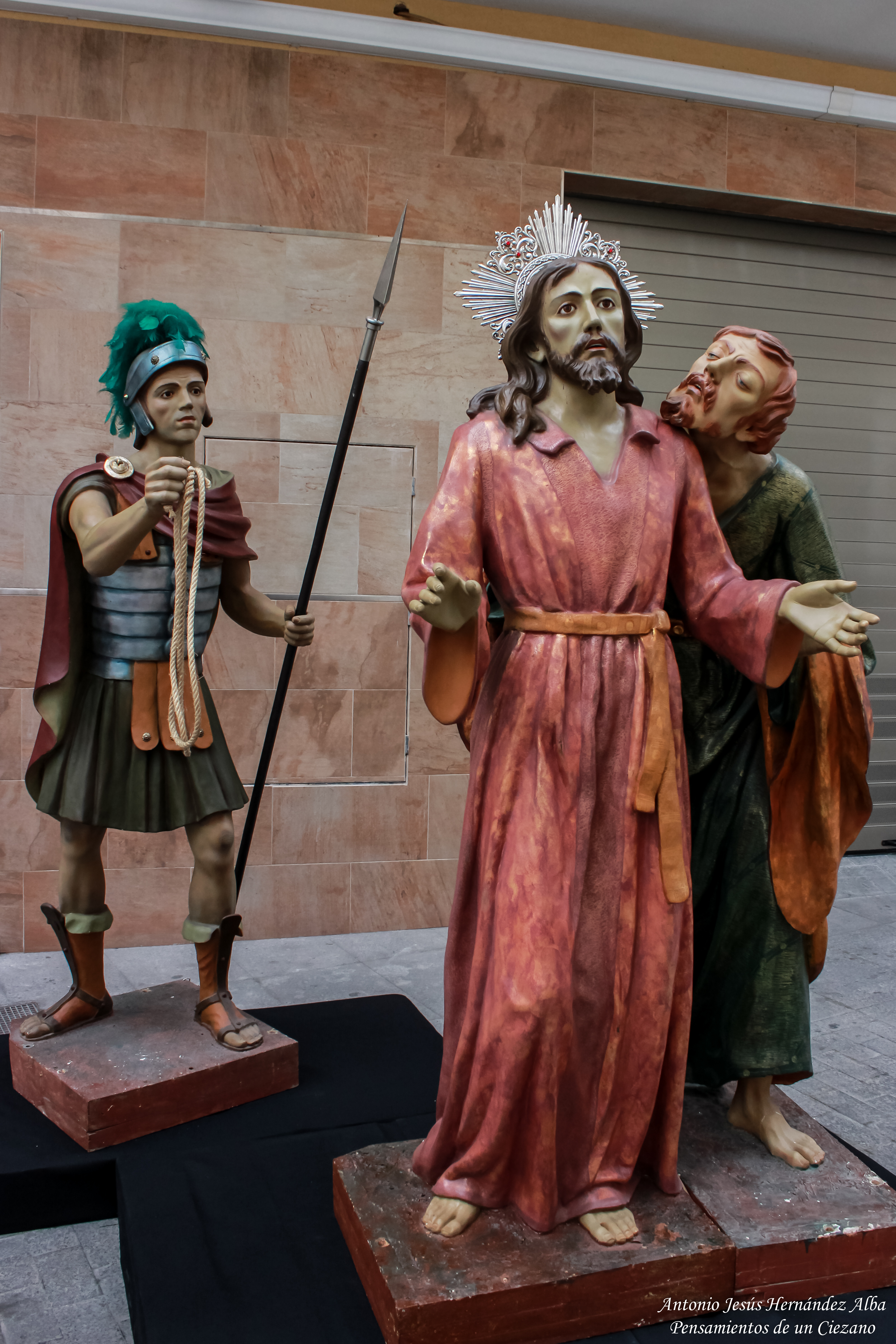
El Beso de Judas (1964), Cofradía del Descendimiento de Cristo y Beso de Judas de Cieza.
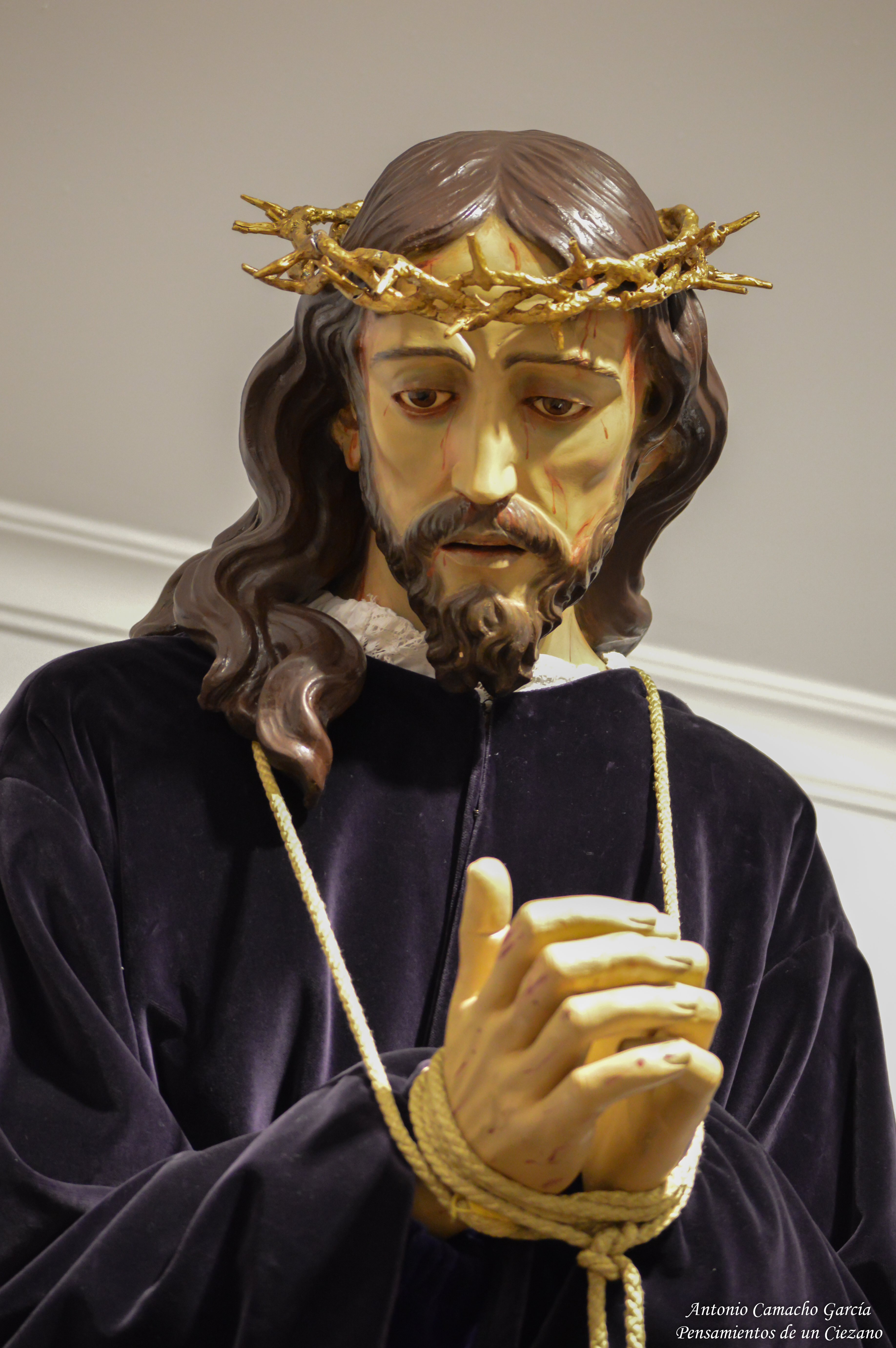
Cristo del Socorro (1964), Cofradía del Santísimo Cristo del Perdón ‘Paso Morado’ de Lorca.
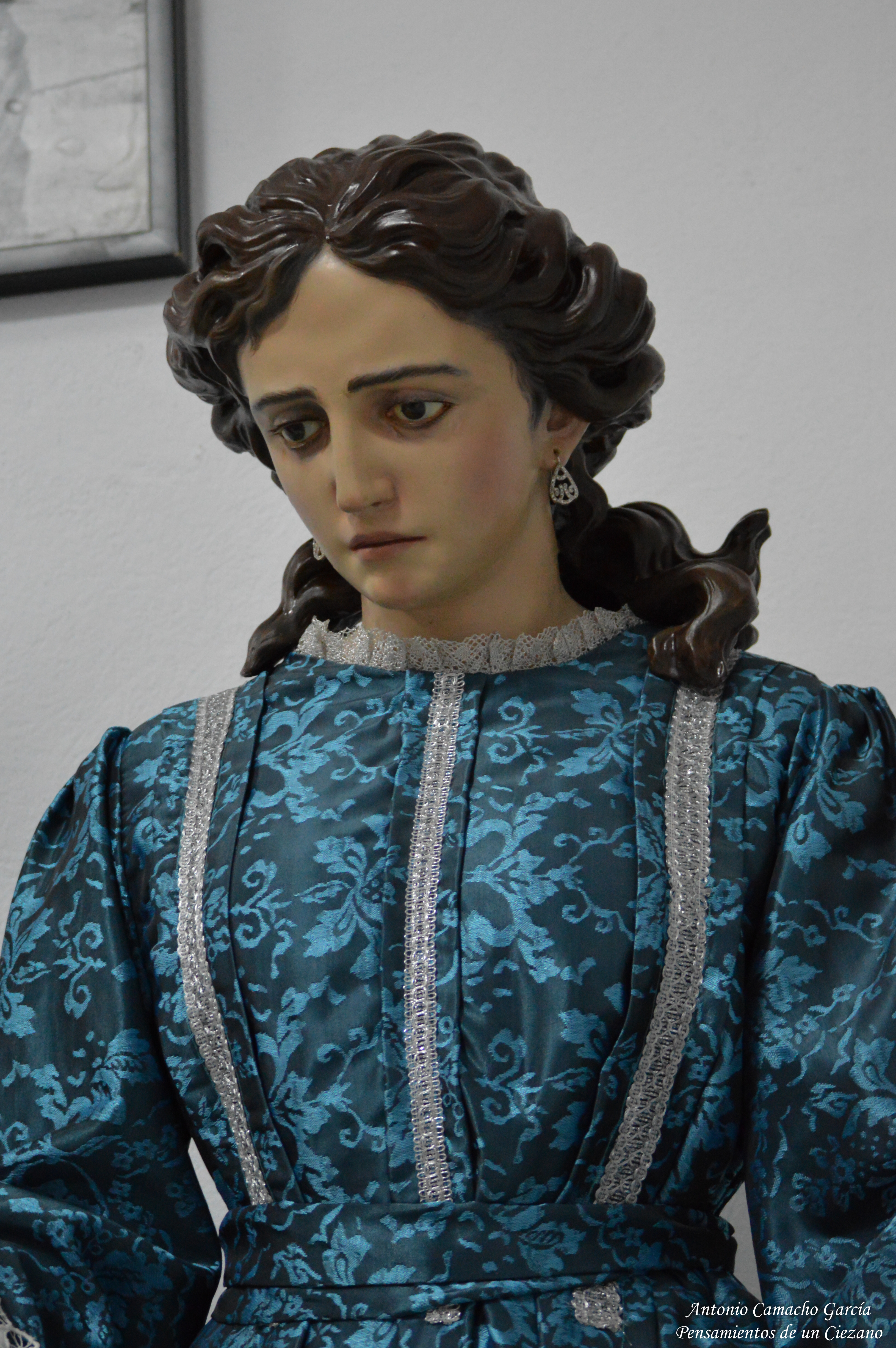
Santa Verónica, Cofradía del Santísimo Cristo del Perdón ‘Paso Morado’ de Lorca.